# Manchester City WFC
Manchester City Women's Football Club är en engelsk damfotbollsklubb i Manchester som spelar i den engelska högstadivisionen.
Klubben grundades år 1988, ursprungligen med namnet Manchester City Ladies FC. De har sedan dess bland annat vunnit en engelsk ligatitel och tagit sig till semifinal i Champions League två år i rad, men förlorat båda gångerna mot franska Lyon. Manchester City WFC ägs av det brittiska holdingbolaget City Football Group.

## Rivalitet/Derby
Manchester City spelar derby mot Manchester United WFC. 45 259 åskådare är publikrekordet då City mötte United säsongen 2022/2023 på Manchester Citys herrars hemmaarena City of Manchester Stadium den 11 december 2022.

## Placering tidigare säsonger
| Säsong    | Nivå | Liga                           | Placering | Referens | Notering |
| --------- | ---- | ------------------------------ | --------- | -------- | -------- |
| 2014      | 1    | FA Women's Super League (WSL1) | 5         | [ 3 ]    |          |
| 2015      | 1    | FA Women's Super League (WSL1) | 2         | [ 4 ]    |          |
| 2016      | 1    | FA Women's Super League (WSL1) | 1         | [ 5 ]    |          |
| 2017–2018 | 1    | FA Women's Super League (WSL1) | 2         | [ 6 ]    |          |
| 2018–2019 | 1    | FA Women's Super League        | 2         | [ 7 ]    |          |
| 2019–2020 | 1    | FA Women's Super League        | 2         | [ 8 ]    |          |
| 2020–2021 | 1    | FA Women's Super League        | 2         | [ 9 ]    |          |
| 2021–2022 | 1    | FA Women's Super League        | 3         | [ 10 ]   |          |
| 2022–2023 | 1    | FA Women's Super League        | 4         | [ 11 ]   |          |
| 2023–2024 | 1    | FA Women's Super League        | 2         | [ 12 ]   |          |

## Spelartrupp
Uppdaterad 13 november 2024.
| Nr | Land          | Pos | Namn                       |
| -- | ------------- | --- | -------------------------- |
| 2  | Japan         | F   | Risa Shimizu               |
| 3  | England       | F   | Naomi Layzell              |
| 4  | Spanien       | F   | Laia Aleixandri            |
| 5  | England       | F   | Alex Greenwood (lagkapten) |
| 6  | Nederländerna | A   | Vivianne Miedema           |
| 7  | England       | MF  | Laura Coombs               |
| 8  | Australien    | A   | Mary Fowler                |
| 9  | England       | A   | Chloe Kelly                |
| 10 | Nederländerna | MF  | Jill Roord                 |
| 11 | England       | A   | Lauren Hemp                |
| 14 | Australien    | F   | Alanna Kennedy             |
| 15 | Spanien       | F   | Leila Ouahabi              |
| 16 | England       | A   | Jess Park                  |
| 18 | Nederländerna | F   | Kerstin Casparij           |

| Nr | Land      | Pos | Namn                   |
| -- | --------- | --- | ---------------------- |
| 19 | England   | MF  | Laura Blindkilde Brown |
| 20 | Japan     | A   | Aoba Fujino            |
| 21 | Jamaica   | A   | Khadija Shaw           |
| 22 | Skottland | MV  | Sandy MacIver          |
| 25 | Japan     | MF  | Yui Hasegawa           |
| 26 | Irland    | F   | Tara O'Hanlon          |
| 28 | England   | F   | Gracie Prior           |
| 31 | Japan     | MV  | Ayaka Yamashita        |
| 35 | England   | MV  | Khiara Keating         |
| 40 | England   | MV  | Katie Startup          |
| 44 | England   | F   | Codie Thomas           |
| 46 | England   | A   | Lily Murphy            |
| 52 | Irland    | MF  | Eve O'Carroll          |

### Utlånade spelare
| Startdatum        | Slutdatum    | Position | Nr | Spelare         | Till klubb     |
| ----------------- | ------------ | -------- | -- | --------------- | -------------- |
| 31 augusti 2024   | 30 juni 2025 | GK       | 12 | Eve Annets      | Portsmouth     |
| 13 september 2024 | 30 juni 2025 | FW       | 17 | Poppy Pritchard | Crystal Palace |

## Meriter
- FA Women's Super League (1): 2016
- FA Women's Cup (3): 2017, 2019, 2020
- FA WSL Continental Cup (3): 2014, 2016, 2019